# Laggatorps naturreservat
Laggatorps naturreservat är ett naturreservat i Sigtuna kommun i Stockholms län.
Området är naturskyddat sedan 1987 och är 8 hektar stort. Reservatet omfattar kuperad terräng med mindre våtmarker. Reservatet består av tallskog och mindre partier av sumpskog.